# Rivière du Sault aux Cochons
Pour les articles homonymes, voir Cochon (homonymie), Rivière du Sault et Sault aux Cochons.
La rivière du Sault aux Cochons coule vers le sud, sur la rive nord du fleuve Saint-Laurent, dans la municipalité régionale de comté (MRC) de La Haute-Côte-Nord dans la région administrative de la Côte-Nord, au Québec, au Canada. Ce cours d'eau traverse successivement les cantons d'Amos, de Le Baillif, de Bayfield et de Miller. Il traverse aussi la zec de Forestville, puis se jette dans l'estuaire du Saint-Laurent à Forestville.

## Toponymie

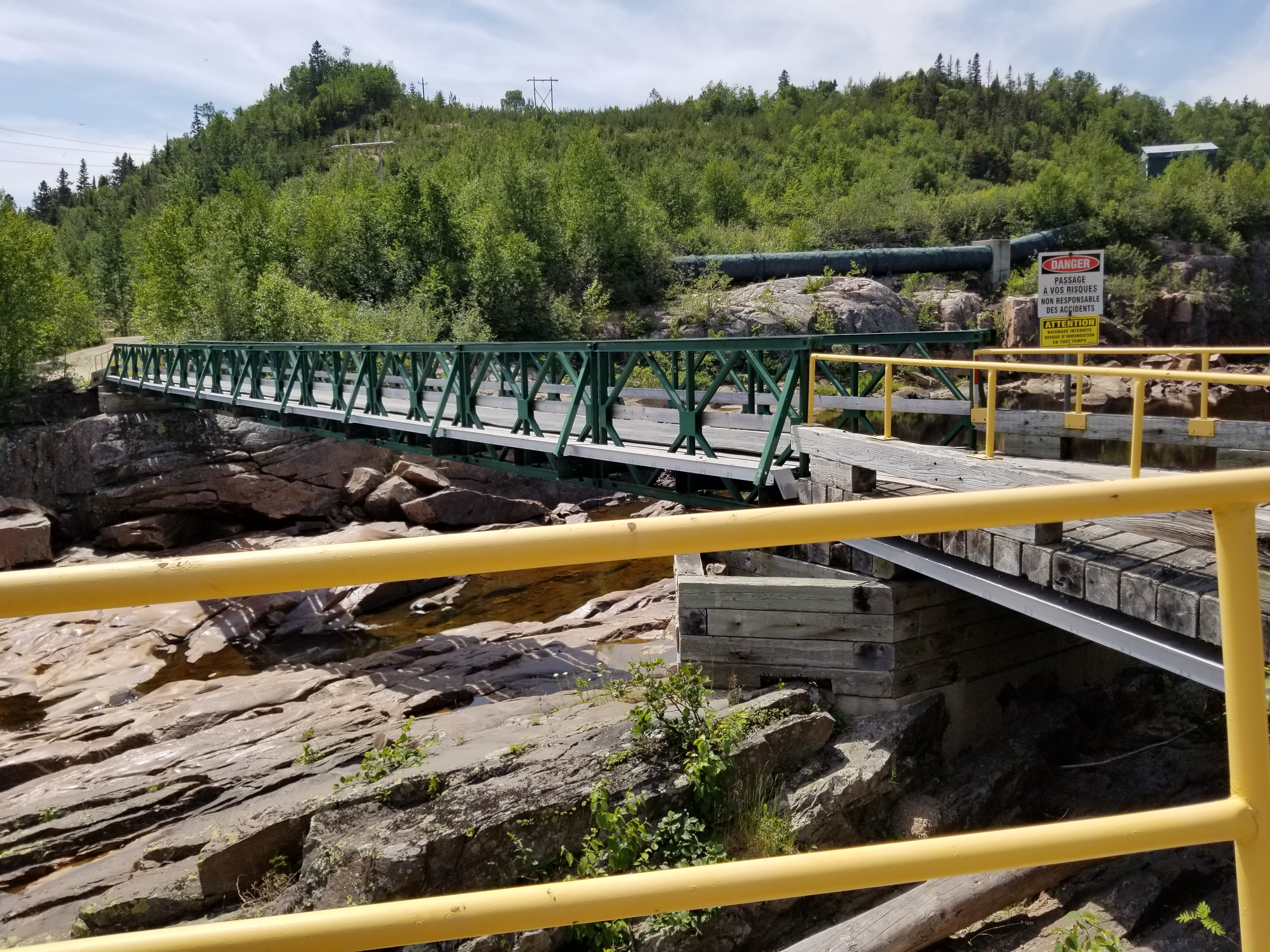
Pont enjambant la rivière du sault aux Cochons, près de son embouchure

Le toponyme rivière du Sault aux Cochons est connu depuis le XVIIe siècle grâce à Louis Jolliet qui l'indiquait dans ses écrits sous la graphie « sault au Cochon ». Ce toponyme évoque la présence de marsouins, appelés cochons ou cochons de mer dans le langage populaire, à l'embouchure de cette rivière. En sus, cette appellation identifie une dizaine d'entités géographiques le long des rives du fleuve Saint-Laurent, visitées par les marsouins depuis des siècles. Le passage du singulier au pluriel a été constaté au début du XXe siècle ; finalement la forme plurielle a été reconnue officiellement en 1950 par la Commission de géographie du Québec.
Le toponyme Rivière du Sault aux Cochons a été officialisé le 5 décembre 1968 à la Banque des noms de lieux de la Commission de toponymie du Québec.

## Géographie

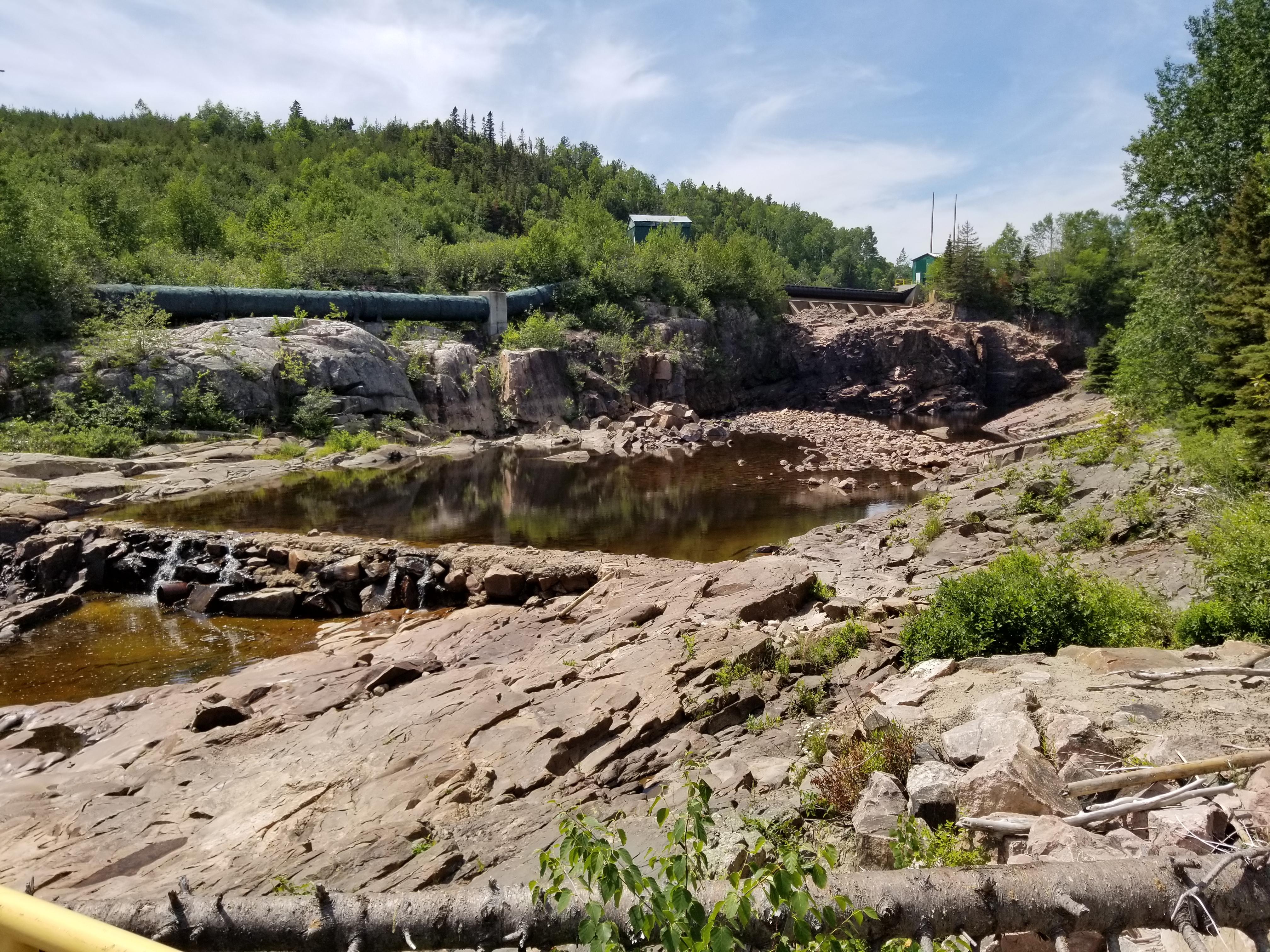
Barrage hydroélectrique près de l'embouchure de la rivière du sault aux Cochons à Forestville (vue vers l'amont).

La rivière du Sault aux Cochons prend sa source au lac du Sault aux Cochons puis coule sur 128 km pour se jeter dans le fleuve Saint-Laurent à Forestville. La quinzaine de kilomètres en aval du lac du Sault aux Cochons est encaissé dans un canyon. La superficie de son bassin versant est de 1 946 km2.
Les milieux humides recouvrent 14,9 km2.
En 2003, une portion des eaux de la rivière du Sault aux Cochons a été déviée vers le réservoir Pipmuacan par la rivière Lionnet dans le but d'augmenter la capacité des centrale Bersimis-1 et Bersimis-2.

## Histoire
La rivière a été utilisée pour le flottage du bois jusqu'au début des années 1990.

## Avifaune terrestre
Les principales espèces d'oiseaux de ce bassin versant sont notamment : la gélinotte huppée, de la bécasse, du tétras du Canada et du lagopède des saules.
Selon l’atlas des oiseaux nicheurs du Québec méridional, 125 espèces sont recensées dans le bassin de la rivière du Sault aux Cochons. La plus grande diversité dans l’aire d’étude a été observée
dans le carré de l’Atlas (100 km2) qui englobe le fleuve Saint-Laurent, l’estuaire de la rivière du Sault aux Cochons et les 10 premiers kilomètres de la rivière. Dans ce secteur, 96 espèces ont été recensés, parmi lesquelles, des espèces habituellement associées au fleuve Saint-Laurent, tel l’eider à duvet et le guillemot à miroir.
Le 26 mai 1999, un inventaire aérien par hélicoptère a permis d’identifier 12 espèces d’oiseaux aquatiques entre l’embouchure de la rivière du Sault aux Cochons et la rivière Lionnet, incluant le lac du Sault aux Cochons. Les anatidés étaient le groupe le plus représenté avec 9 espèces et le plus abondant avec 111 individus.

## Canot et kayak
La rivière du Sault aux Cochons est considérée comme canotable sur la totalité de son parcours. Elle est généralement considérée facile à l'exception des 15 km à l'aval du lac du Sault aux Cochons qui sont plus corsés.